# Ingo Aulbach
Ingo Aulbach (* 5. August 1962 in Grünmorsbach) ist ein ehemaliger deutscher Fußballprofi.
Aulbach zählte zum Kader der deutschen U-20-Junioren, die 1981 Weltmeister in Australien wurden, ohne jedoch zum Einsatz gekommen zu sein. Allen Verlockungen von Profivereinen zum Trotz hielt Aulbach seinem Heimatverein Viktoria Aschaffenburg die Treue. 1985 gelang ihm mit Aschaffenburg der Aufstieg in die 2. Bundesliga, dem 1987 der Abstieg folgte. 1988 stieg die Viktoria mit Aulbach wieder auf, konnte sich aber erneut nicht im Profifußball behaupten. Aulbach absolvierte in dieser Zeit 92 Zweitligaspiele und erzielte einen Treffer.